# 곡면 디스플레이

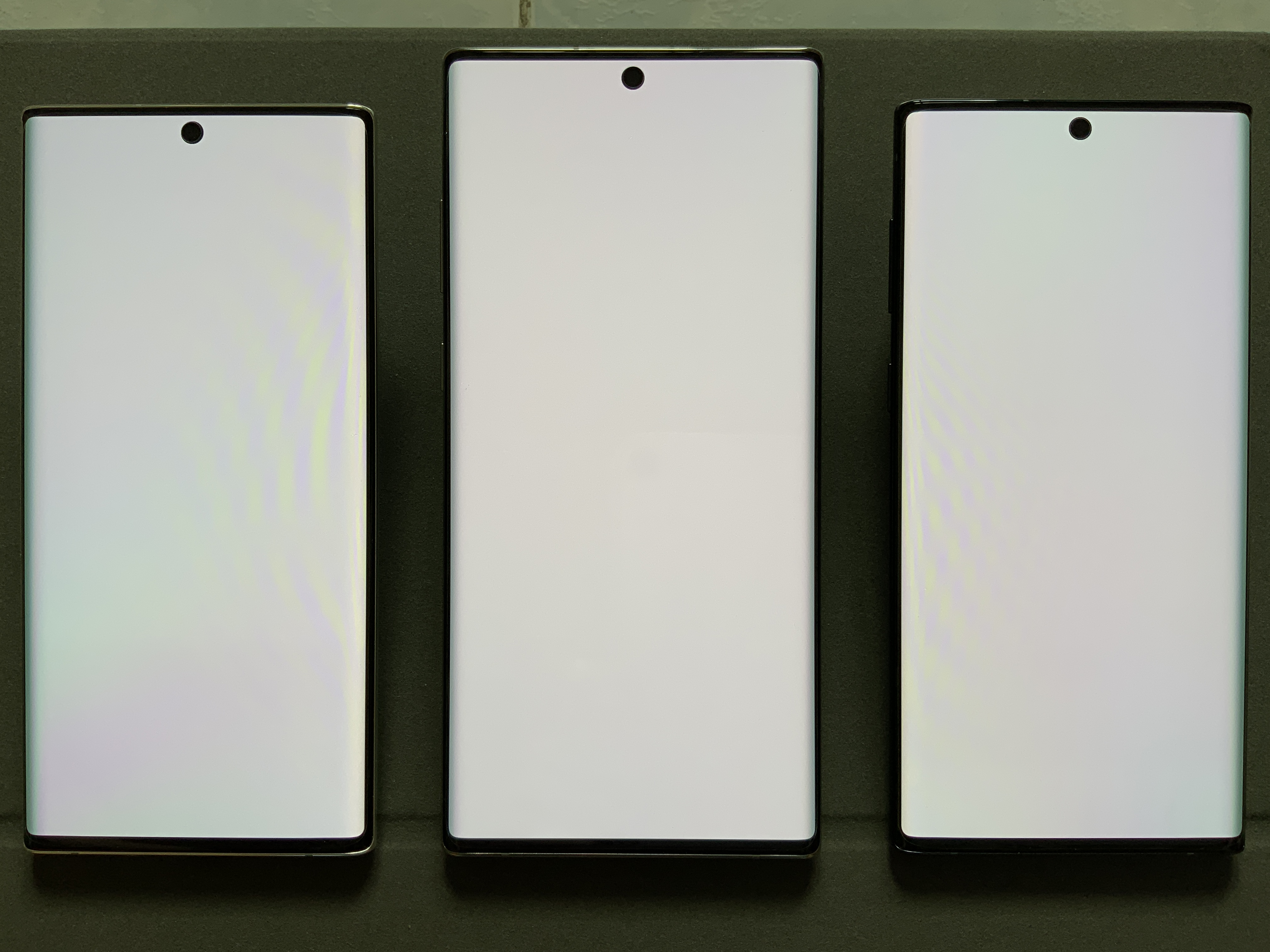
삼성 갤럭시 노트10

곡면 디스플레이(Curved Display, 커브드 디스플레이)는 기존 평면 스크린이 아닌 일정한 곡률로 구부러진 형태의 디스플레이를 말하며, 모바일, 모니터, TV등 전자제품 뿐만 아니라 건물의 외벽, 실내 조명 등 인테리어 용도로도 사용이 된다.

## 역사
기존에는 프로젝터 맵핑 기술을 통해 구부러진 스크린에 화면을 구현하는 방식이 사용되었다. 그렇기 때문에 보편화된 크기의 곡면 디스플레이는 찾아보기가 힘들었으며, 주로 대형 IMAX 영화관, 시뮬레이터 등 특수 용도의 환경에서만 곡면 디스플레이가 사용되어 왔다. 하지만 2000년대에 들어 디스플레이 기술의 진보로 인하여 LCD, OLED를 이용한 곡면 디스플레이 구현이 가능해지며, 대중화 및 제품 다양화의 가능성이 보이기 시작했다.

## 기술
기술의 발달로 디스플레이의 두께가 점점 얇아지면서 지금의 곡면 디스플레이가 가능하게 되었다. 곡면 디스플레이는 LED를 백라이트로 사용하는 LCD와 OLED 두 기술로 구현이 가능하다. 이론적으로는 OLED가 자체 발광이고 백라이트 광원이 없기 때문에 곡면 디스플레이 구현에 유리하나, 최근에는 LCD 기술을 통한 높은 수준의 곡면 디스플레이를 구현하고 있다.

### 곡률
곡면 디스플레이는 곡률의 크기로 디스플레이의 굽어진 정도를 지표화한다. 곡률이 클수록 덜 굽어지고, 곡률이 작을수록 더욱 굽어진 형태를 가진다. 곡률은 mm(밀리미터)단위인 R이라는 지표로 표시된다.

#### 제품별 최적 곡률
화면 정면에서 시청시, 제품 곡률(R)과 시청거리(d)가 동일할 경우 시청자는 화면 중앙부터 외곽 부분까지 모두 동일한 시청 거리를 가지게 된다. 화면 외곽에서 중앙까지 전체적으로 시청 거리가 동일해야 색상, 명암비 등 화질이 균일하고 전체 화면 속 정보 습득이 효율이 높아진다. 곡면이 적용된 제품마다 시청 및 사용 거리가 다르기 때문에 최적 곡률도 다르게 된다. TV의 경우 국가별 거주 환경을 고려했을 때 보통 3m ~4m 정도의 시청 거리가 생긴다. 따라서 최적 곡률은 3000R ~ 4000R 수준이 된다.

## 특성

### 넓은 시청 각도
곡면 디스플레이는 동일 시청거리에서 시청 시 일반 디스플레이에 비하여 시청각도가 넓다. 시청 각도가 넓을수록 더 많은 양의 정보가 시세포를 자극하여 시신경을 통해 뇌에 더 많은 시각 정보를 전달한다. 이로 인하여 같은 영상을 시청하더라도 평면 디스플레이 대비 현실감(Presence), 임장감(Immersive experience)를 더욱 느끼게 된다.

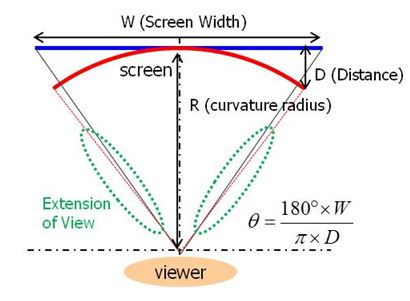
화각의 차이

### 화면의 빛 반사 감소
페르마의 원리에 의하여 빛의 입사각과 반사각은 반사면 접선에 수직한 법선 기준으로 동일하다. 곡면 디스플레이는 곡면 특성으로 인하여 같은 방향으로 입사한 빛이 큰 각으로 입사하고 따라서 반사각도 크게 된다. 다시 말해 작은 범위의 입사각 만이 시청점에 도달하여 화면 시청에 영향을 미치게 되고 큰 각도로 입사한 각은 시청점에 도달하지 않는다.

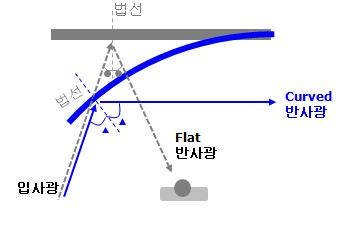
입사각, 반사각의 차이

### 시청 시 불편감 감소
호롭터 이론에 의하면 안구는 호롭터(Horopter)곡선상에 놓여진 물체를 동일 선상에 위치한다고 인지한다. 반면 수평선상(Flat) 놓여진 물체끼리는 원근감을 느끼게 되고, 시청 위치에 따라 원근감이 심해지면 이중상으로 인식이 된다. 곡면 디스플레이는 호롭터 곡선과 유사한 형태로 화면 중심부와 외곽부가 같은 선상으로 인식되어 영상 시청 시 어지러움이 적고 편안한 경험을 제공한다.

### 안구 왜곡 감소
그리스의 고대 건축물인 파르테논 신전은 보이는 것과 달리 위로 갈수록 좁아지는 사다리 모양으로 건축이 되었다. 이는 인간의 시각 인지 특성을 고려하여 건축된 것이다. 안구의 상이 맺히는 망막(Screen)은 구체로 되어 있기 때문에 물리적으로 평행하게 놓여진 두 직선은 초점 중심에서 멀어질 수록 굽어진 형태로 보이게 된다. Display 시청시도 마찬가지로 초점 중심에서 멀어질 수록 볼록한 구면의 가장자리를 보는 것과 같은 왜곡(Distortion) 현상이 일어나게 된다. 따라서 화면에 적당한 곡률을 적용하여 안구 왜곡을 상쇄시키면 인간은 이것을 평면으로 인식된다.

### 사용 효율성 증대
Virginia Polytechnic Institute and State University  연구팀의 '디스플레이 사이즈와 곡률이 사용자에게 미치는 영향'에 대한 연구 결과를 보면, 같은 크기의 평면 디스플레이를 대비하여 곡면 디스플레이에서의 연구 참여자의 작업 수행 시간이 24% 빠른 것으로 나타났다.

## 적용 제품

### 커브드 TV

#### LCD TV
- Samsung UN65HU9000F 등

#### OLED TV
- Samsung KN55S9C 55"[3]
- LG 55EA9800 55"[4]

### 커브드 모니터
- 삼성 커브드모니터(2015)[5]

- NEC 43" 31:10 Monitor (2009)[6]

### 휴대 장비
- Samsung Galaxy round, Galaxy Fit
- LG G Flex 등